# 73K busz (Szeged)
A szegedi 73K jelzésű autóbusz a Széchenyi tér (Kelemen utca) és Tápé, Csatár utca között közlekedik december 24-én, a nappali járatok 16 órai leállása után. A járatot a Volánbusz üzemelteti.

## Útvonala
| Tápé, Csatár utca felé | Széchenyi tér (Kelemen utca) felé |
| --- | --- |
| Széchenyi tér (Kelemen utca) vá. – Széchenyi tér – Károlyi utca – Mikszáth Kálmán utca – Mars tér – Párizsi körút – Berlini körút – Csongrádi sugárút – Rózsa utca – Retek utca – Szilléri sugárút – Csillag tér – Lugas utca – Gábor Áron utca – Csap utca – Szántó Kovács János utca – Bencfahát utca – Muskátli utca – Árvácska utca – Budai Nagy Antal utca – Honfoglalás utca – Tápé, Csatár utca vá. | Tápé, Csatár utca vá. – Honfoglalás utca – Budai Nagy Antal utca – Árvácska utca – Muskátli utca – Bencfahát utca – Szántó Kovács János utca – Csap utca – Gábor Áron utca – Lugas utca – Csillag tér – Szilléri sugárút – Retek utca – Rózsa utca – Csongrádi sugárút – Berlini körút – Párizsi körút – Mars tér – Mars tér – Attila utca – Nagy Jenő utca – Széchenyi tér – Széchenyi tér (Kelemen utca) vá. |

## Megállóhelyei
| 0  | Széchenyi tér (Kelemen utca) végállomás           | 20 | 2K 19K 72K, 74K, 77K |
| ∫  | Bartók tér                                        | 19 | 72K                  |
| 1  | Centrum Áruház (Mikszáth utca)                    | ∫  | 72K                  |
| 2  | Mars tér (autóbusz-állomás)                       | 18 | 72K                  |
| 4  | Hétvezér utca                                     | 16 |                      |
| 6  | Gém utca (↓) Berlini körút (↑)                    | 15 |                      |
| 7  | Rózsa utca (↓) Rózsa utca (Csongrádi sugárút) (↑) | 14 |                      |
| 8  | József Attila sugárút (Retek utca)                | 12 |                      |
| 9  | Szamos utca                                       | 11 |                      |
| 10 | Csillag tér (Lugas utca)                          | 10 | 19K 77K              |
| 12 | Gábor Áron utca                                   | 8  |                      |
| 13 | Petőfitelep, Fő tér                               | 7  |                      |
| 14 | Zágráb utca                                       | 6  |                      |
| 15 | Dráva utca                                        | 5  |                      |
| 16 | Tápé, Általános Iskola                            | 4  |                      |
| 17 | Nyilassy utca                                     | 3  |                      |
| 18 | Rév utca                                          | 2  |                      |
| 19 | Honfoglalás utca                                  | 1  |                      |
| 20 | Tápé, Csatár utca végállomás                      | 0  |                      |